# Selección de fútbol de Yoruba
La selección de fútbol de Yorùbá, es el equipo representativo del pueblo Yorùbá en las competiciones de fútbol.
Yorùbá fue admitida en la segunda organización mundial que organiza copas mundiales de fútbol aparte de la FIFA, la ConIFA, en octubre de 2020. Yorùbá no es miembro de la FIFA, CAF y WAFU, por lo tanto no puede competir en los torneos que estos organizan.

## Historia
La Federación de Fútbol Yorùbá nació el 1 de septiembre de 2020 con terrenos en el Estadio Onikan Yorubaland. Los Yorùbá son una gran nación futbolística tanto como jugadores como aficionados, la presencia de futbolistas Yorùbá permite que los Yorùbá crezcan y celebren lo suyo.
En octubre de 2020, la Federación Yorùbá de Fútbol fue admitida en la ConIFA. ConIFA es la federación de fútbol para todas las asociaciones fuera de la FIFA.
Yorùbá participó en la primera edición de la Copa África de ConIFA, terminando en la tercera colocación de tres selecciones participantes.

## Colores
Los colores oficiales de la Federación Yorùbá de Fútbol son el verde, el rojo, el negro y el blanco, como la Bandera Yorùbá.
El significado de los colores de la camiseta es el siguiente: "El rojo representa la sangre de los mártires derramados en las diversas luchas de las guerras Yorùbá desde la historia antigua, pasando por las invasiones Fulani hasta la Operación Wetie, la revuelta Agbekoya y el levantamiento del 12 de junio, entre otros. El negro representa el color de la piel del hombre negro. Los Yorùbá representan la colección más grande de cualquier grupo étnico de la raza negra en cualquier parte del mundo. Somos el faro brillante para todos los negros en todo el mundo".

## Partidos
| Fecha              | Ciudad        | Competición                          | Local  | Resultado | Visitante      |
| ------------------ | ------------- | ------------------------------------ | ------ | --------- | -------------- |
| 21 de mayo de 2022 | Johannesburgo | Copa África de Fútbol de ConIFA 2022 | Yoruba | 1:1       | Matabelelandia |
| 23 de mayo de 2022 | Johannesburgo | Copa África de Fútbol de ConIFA 2022 | Yoruba | 0:1       | Biafra         |